# Abd-al-Bari (nom)
Abd-al-Bari és un nom masculí teòfor àrab islàmic —en àrab عبد البارئ, ʿAbd al-Bāriʾ— que literalment significa «Servidor del Creador», essent «el Creador» un dels epítets de Déu. Si bé Abd-al-Bari és la transcripció normativa en català del nom en àrab clàssic, també se'l pot trobar transcrit Abdul Bari, ‘Abdul Bari'e... normalment per influència de la pronunciació dialectal o seguint altres criteris de transliteració. Com a teòfor, també el duen molts musulmans no arabòfons que l'han adaptat a les característiques fòniques i gràfiques de la seva llengua.
Vegeu aquí personatges i llocs que duen aquest nom.